# Provinces du Japon

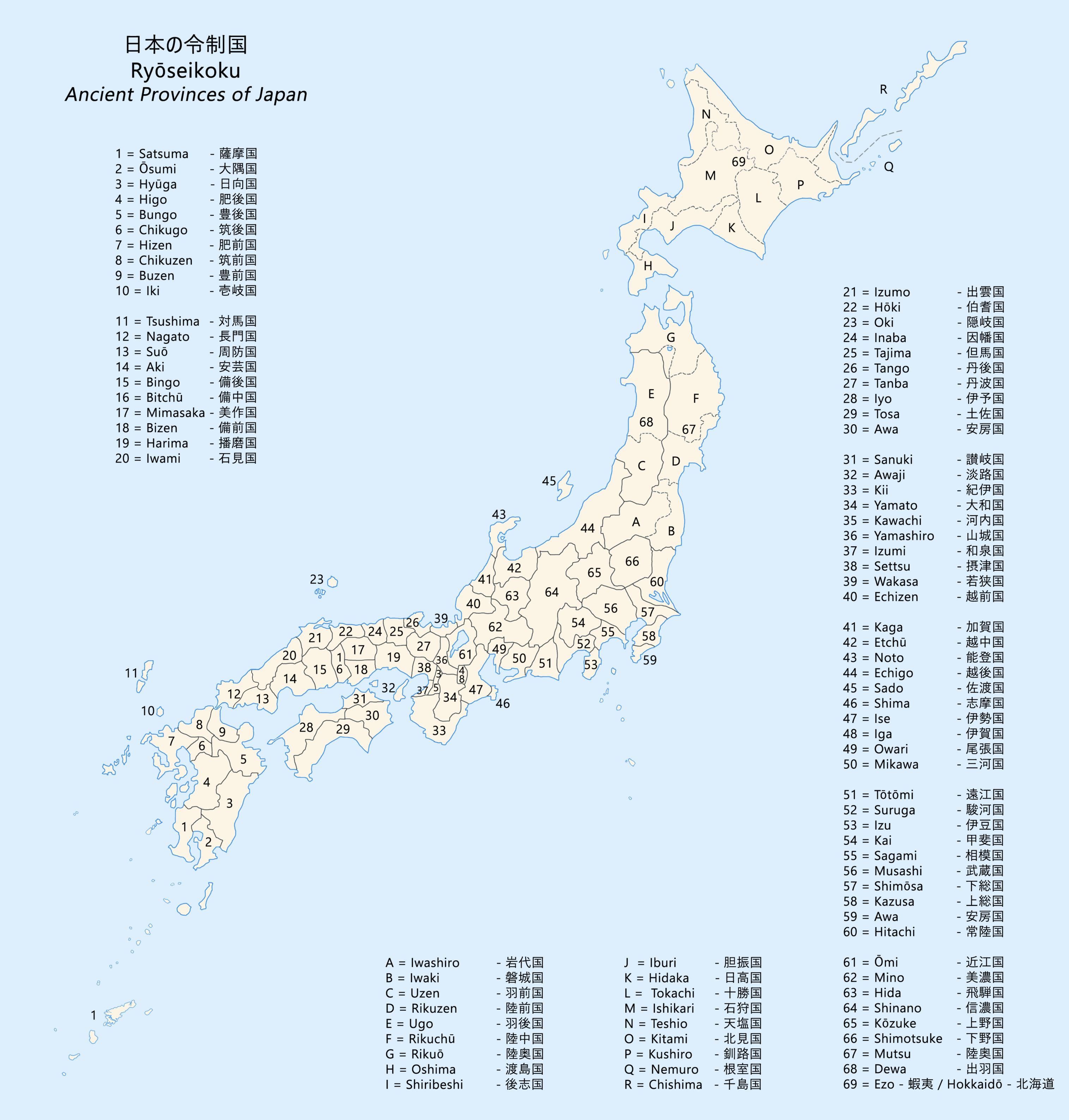
Les anciennes provinces du Japon.

Avant que l'actuel système de préfectures soit établi, le Japon était divisé en dizaines de provinces (国, kuni). Chaque province était elle-même divisée en gun (郡, comtés, auparavant appelés kōri).

## Historique
Les provinces furent à l'origine établies à la fois en tant qu'unités administratives et régions géographiques par le ritsuryō, en particulier par le code de Taihō en 701. De la période d'Asuka (538-710) à la période de Muromachi (1336-1573), le Japon de l'époque (Honshū, Shikoku et Kyūshū) était divisé en huit régions : le Kinai, actuel Kansai, autour de la capitale, et les sept routes (dō), formant l'ensemble gokishichidō. Le Kinai était divisé en cinq provinces (Izumi, Kawachi, Settsu, Yamashiro, Yamato), auxquelles s'ajoutaient 61 provinces dans le reste du Japon à l’application du code de Taihō.
À la fin de la période Muromachi, sous l'impulsion de Hideyoshi Toyotomi, la fonction des provinces fut graduellement supplantée par les domaines des daimyos de la période Sengoku. Durant la période Edo, ces fiefs devinrent connus sous le nom de han. Les provinces demeurèrent des entités géographiques et les gens se référaient souvent à un endroit en couplant le nom de la province avec celui du han.
Lors de la restauration de Meiji (1867-1868), les han furent légitimés en tant qu'unités administratives, mais furent rapidement remplacés par les préfectures avec l'abolition du système han. En 1871, le nombre de préfectures était de 304, correspondant généralement à d'anciens han, alors que le nombre de provinces était de 68, sans compter Hokkaidō et la province de Ryūkyū. Les séparations entre les nombreuses préfectures étaient non seulement très compliquées, mais de plus ne correspondaient pas à celles des provinces. Les préfectures furent graduellement fusionnées pour atteindre le nombre de 37 en 1881 ; quelques-unes furent alors divisées pour atteindre le nombre de 45 en 1885. L'ajout de Hokkaidō et Okinawa produit le nombre actuel de 47 préfectures.
À ce jour, aucun ordre officiel n'a été promulgué dans le but d'abolir les provinces. Elles sont cependant aujourd'hui considérées comme obsolètes, bien que leurs noms soient toujours largement utilisés, notamment dans les noms de sociétés ou de marques. Ainsi la société de transports de la ville de Matsuyama dans la préfecture d'Ehime s'appelle Iyotetsu du nom de l'ancienne province. On peut aussi mentionner qu'au début des années 2000, le gouverneur de la préfecture de Nagano a proposé de renommer sa préfecture en « Shinshū » (信州), nom courant de l'ancienne province de Shinano (信濃国, Shinano no kuni).